# Wilkinson County (Mississippi)
Das Wilkinson County ist ein County im US-Bundesstaat Mississippi. Der Verwaltungssitz (County Seat) ist Woodville. Das U.S. Census Bureau hat bei der Volkszählung 2020 eine Einwohnerzahl von 8587 ermittelt.

## Geographie
Das County liegt im äußersten Südwesten von Mississippi, grenzt im Westen und Süden an Louisiana und hat eine Fläche von 1781 Quadratkilometern, wovon 28 Quadratkilometer Wasserfläche sind. Es grenzt an folgende Countys und Parishes:
|                              | Adams County                      | Franklin County                   |
| Concordia Parish (Louisiana) |                                   | Amite County                      |
|                              | West Feliciana Parish (Louisiana) | East Feliciana Parish (Louisiana) |

## Geschichte

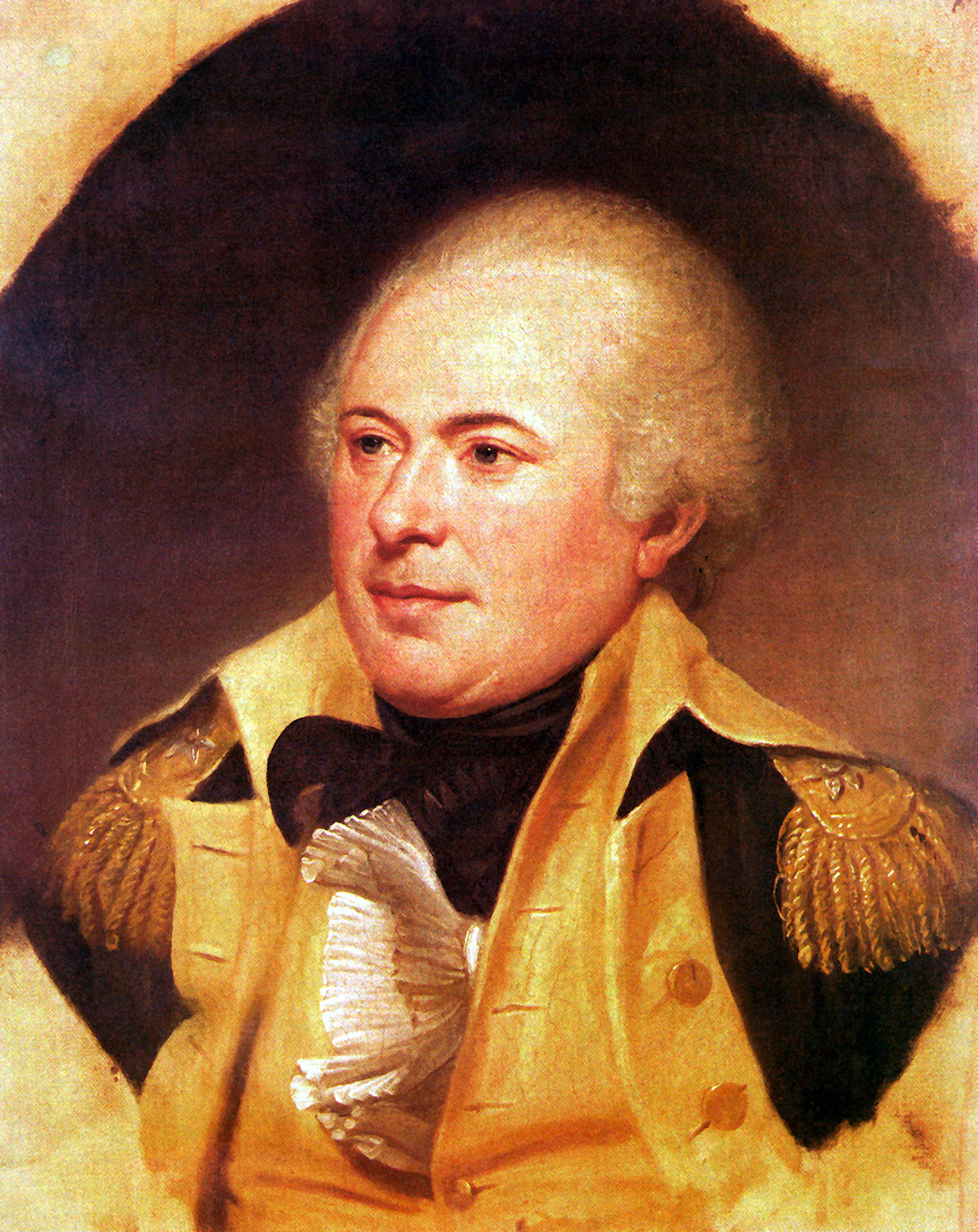
James Wilkinson

Das Wilkinson County wurde am 30. Januar 1802 aus Teilen des Adams County gebildet. Benannt wurde es nach James Wilkinson (1757–1825), einem US-amerikanischen Politiker, Gouverneur des Louisiana-Territoriums, Offizier im Amerikanischen Unabhängigkeitskrieg und General im Britisch-Amerikanischen Krieg von 1812.
18 Bauwerke und Stätten des Countys sind im National Register of Historic Places eingetragen (Stand 3. Februar 2018).

## Demografische Daten

Alterspyramide des Wilkinson Countys (Stand: 2000)

Nach der Volkszählung im Jahr 2000 lebten im Wilkinson County 10.312 Menschen in 3578 Haushalten und 2511 Familien. Die Bevölkerungsdichte betrug 6 Personen pro Quadratkilometer. Ethnisch betrachtet setzte sich die Bevölkerung zusammen aus 31,22 Prozent Weißen, 68,21 Prozent Afroamerikanern, 0,10 Prozent amerikanischen Ureinwohnern, 0,03 Prozent Asiaten und 0,07 Prozent aus anderen ethnischen Gruppen; 0,38 Prozent stammten von zwei oder mehr Ethnien ab. 0,44 Prozent der Bevölkerung waren spanischer oder lateinamerikanischer Abstammung, die verschiedenen der genannten Gruppen angehörten.
Von den 3578 Haushalten hatten 32,9 Prozent Kinder unter 18 Jahren, die mit ihnen lebten. 40,4 Prozent waren verheiratete, zusammenlebende Paare, 24,5 Prozent waren allein erziehende Mütter und 29,8 Prozent waren keine Familien. 27,9 Prozent aller Haushalte waren Singlehaushalte und in 12,0 Prozent lebten Menschen im Alter von 65 Jahren oder darüber. Die durchschnittliche Haushaltsgröße lag bei 2,59 und die durchschnittliche Familiengröße bei 3,16 Personen.
25,8 Prozent der Bevölkerung war unter 18 Jahre alt, 10,7 Prozent zwischen 18 und 24, 29,0 Prozent zwischen 25 und 44, 20,6 Prozent zwischen 45 und 64 Jahre alt und 13,9 Prozent waren 65 Jahre oder älter. Das Durchschnittsalter betrug 35 Jahre. Auf 100 weibliche kamen statistisch 108,0 männliche Personen und auf 100 Frauen im Alter von 18 Jahren oder darüber kamen 106,6 Männer.

Das durchschnittliche Einkommen eines Haushaltes betrug 18.929 USD, das einer Familie 23.447 USD. Männer hatten ein durchschnittliches Einkommen von 24.509 USD, Frauen 16.088 USD. Das Prokopfeinkommen lag bei 10.868 USD. Etwa 33,1 Prozent der Familien und 37,7 Prozent der Bevölkerung lebten unterhalb der Armutsgrenze.

## Städte und Gemeinden
| - Centreville1 - Crosby1 - Fort Adams - Pickneyville | - Rosetta - Wilkinson - Woodville |

1 – teilweise im Amite County